# پیوست
پیوست، ضمیمه، تکمله، مؤخره و  پی‌افزود (به انگلیسی: Appendix) به اجزای انتهایی کتاب گفته می‌شود. اغلب کتاب‌ها از سه بخش جداگانه اما مرتبط به هم تشکیل می‌شوند: واحدهای پیش از متن، متن، و واحدهای پس از متن. واحدهای پس از متن تحت عنوان کلی پیوست از سایر قسمت‌ها متمایز می‌شود. هرگاه اطلاعاتی برای فهم بهتر نوشته تحقیقی ضروری است ولی حضور آن در پیکره اصلی نوشته تحقیقی ایجاد گسستگی می‌کند، می‌توان آنها را در بخش پیوست‌ها آورد.

### انواع پیوست
- پیوست در ایمیل

به معنای قرار دادن فایلی برای توضیحات بیشتر و ارسال فایل به فرد مورد نظر در قالب یک ایمیل می‌باشد ،‌به این صورت است که ابتدا فرد توضیحات کلی از مطلب مورد نظر خود را در ایمیل نوشته سپس فایل مورد نظر را برای تثبیت و توضیحات بیشتر به متن خود می‌افزاید.ممکن است فایل پیوست در این مورد فایل های متفاوتی باشد مانند فایل هایی با پسوند نرم افزار اکسل یا ورد و یا پی‌دی‌اف.
- پیوست در مقاله

- پیوست در دادگاه